# 慶良間諸島國立公園
慶良間諸島國立公園（日语：／），是位在日本沖繩縣慶良間諸島及其周邊海域之一部的國立公園。

## 概要
由座間味島、渡嘉敷島兩島為主的慶良間諸島及周圍的珊瑚礁海域所構成。公園的陸域面積約3,520ha，海域面積約90,475ha（其中海域公園地區8,290ha、普通地域82,185ha）。海域面積是日本國內最大。另外，由於各島周邊約7km的海域都是公園範圍，也讓本公園成為指定海域最長的國立公園。
過去是沖繩海岸國定公園在1978年的追加編入地域。由於被稱作「慶良間藍」的高透明度海洋與高密度珊瑚礁，加上是座頭鯨繁殖地，於是獨立成為日本第31座國立公園，也是自1987年釧路濕原國立公園以來第一座非既有國立公園分割或擴張的全新國立公園。

## 年表
- 1978年12月9日 - 慶良間諸島編入沖繩海岸國定公園。
- 2014年3月5日 - 沖繩海岸國定公園削除慶良間地域，新指定為慶良間諸島國立公園。

## 相關市町村
- 沖繩縣 - 島尻郡渡嘉敷村、島尻郡座間味村

## 遊客中心
| 中心名           | 設置者 | 所在地                          | 使用人數（人） |
| ---------------- | ------ | ------------------------------- | -------------- |
| さんごゆんたく館 | 環境省 | 沖繩縣島尻郡座間味村字阿嘉936-2 | 12,660         |